# Matthew Conger
Matthew Conger (Plano/Texas, 1978. október 11. –) új-zélandi nemzetközi labdarúgó-játékvezető.

## Pályafutása
Játékvezetésből 1993-ban Planóban vizsgázott. Tanulmányait befejezve Új-Zélandra költözött. Az NZ Játékvezető Bizottságának (JB) minősítésével 2004-től a Premiership, 2014-től az A-League játékvezetője. Küldési gyakorlat szerint rendszeres 4. bírói, illetve alapvonalbírói szolgálatot is végez. Premiership mérkőzéseinek száma: 70 (2007. november 11.–2016. március 10.)
| Időpont            | Helyszín                        | Mérkőzés típusa              | Mérkőzés                                | Eredmény | Nézők száma |
| ------------------ | ------------------------------- | ---------------------------- | --------------------------------------- | -------- | ----------- |
| 2007. november 11. | Forsyth Barr Stadion, Dunedin   | első Premiership mérkőzése   | Southern United FC–Canterbury United FC | 0 – 0    | 800         |
| 2016. március 10.  | North Harbour Stadion, Auckland | utolsó Premiership mérkőzése | Auckland City FC–Team Wellington        | 2 – 2    | 800         |

A-League mérkőzéseinek száma: 9 (2014. december 27.–2016. február 26.)
| Időpont            | Helyszín                       | Mérkőzés típusa           | Mérkőzés                                   | Eredmény | Nézők száma |
| ------------------ | ------------------------------ | ------------------------- | ------------------------------------------ | -------- | ----------- |
| 2014. december 27. | Central Coast Stadion, Gosford | első A-League mérkőzése   | Central Coast Mariners FC–Brisbane Roar FC | 3 – 3    | 9932        |
| 2016. február 26.  | Westpac Stadion, Wellington    | utolsó A-League mérkőzése | Wellington Phoenix FC–Melbourne City FC    | 2 – 1    | 6591        |

Az Új-zélandi labdarúgó-szövetség JB terjesztette fel nemzetközi játékvezetőnek, a Nemzetközi Labdarúgó-szövetség (FIFA) 2013-tól tartja nyilván bírói keretében. A FIFA JB központi nyelvei közül az angolt beszéli. Több nemzetek közötti válogatott (Labdarúgó-világbajnokság, OFC-nemzetek kupája), valamint OFC-bajnokok ligája és FIFA-klubvilágbajnokság klubmérkőzést vezetett, vagy működő társának 4. bíróként segített. 2015-ben az indiai Hero I Leagueban több mérkőzést vezetett.
A 2015-ös U20-as labdarúgó-világbajnokságon a FIFA JB bíróként alkalmazta.
| Időpont         | Helyszín                        | Mérkőzés típusa              | Mérkőzés             | Eredmény | Nézők száma |
| --------------- | ------------------------------- | ---------------------------- | -------------------- | -------- | ----------- |
| 2015. május 31. | Waikato Stadion, Hamilton       | csoportmérkőzés (C. csoport) | Katar–Kolumbia       | 0 – 1    | 7461        |
| 2015. június 7. | Rugby League Park, Christchurch | csoportmérkőzés (E. csoport) | Brazília–Észak-Korea | 3 – 0    | 15 298      |

A 2018-as labdarúgó-világbajnokságon az OFC JB játékvezetőként foglalkoztatta. Az első forduló a  2016-os OFC-nemzetek kupája labdarúgó torna selejtezője is volt egyben.
| Időpont           | Helyszín                             | Mérkőzés típusa                        | Mérkőzés                                               | Eredmény | Nézők száma |
| ----------------- | ------------------------------------ | -------------------------------------- | ------------------------------------------------------ | -------- | ----------- |
| 2016. május 29.   | Sir John Guise Stadion, Port Moresby | (2018 vb) csoportmérkőzés (E. csoport) | Pápau Új-Guines–Új-Kaledónia                           | 1 – 1    | 4231        |
| 2015. október 13. | Sir John Guise Stadion, Port Moresby | (2018 vb) egyik elődöntő               | Pápua új-guineai labdarúgó-válogatott–Salamon-szigetek | 2 – 1    | 3548        |

A 2016. évi nyári olimpiai játékokra a FIFA JB bírói szolgálatra jelölte.
| Időpont             | Helyszín                         | Mérkőzés típusa              | Mérkőzés           | Eredmény | Nézők száma |
| ------------------- | -------------------------------- | ---------------------------- | ------------------ | -------- | ----------- |
| 2016. augusztus 7.  | Arena da Amazônia, Manaus        | csoportmérkőzés (C. csoport) | Svédország–Nigéria | 0 – 1    | 23 892      |
| 2016. augusztus 10. | Estádio Mineirão, Belo Horizonte | csoportmérkőzés (D. csoport) | Algéria–Portugália | 1 – 1    | 13 787      |

A FIFA-klubvilágbajnokságon a FIFA JB hivatalnokként alkalmazta.
| Időpont            | Helyszín                     | Mérkőzés típusa | Mérkőzés                                 | Eredmény | Nézők száma |
| ------------------ | ---------------------------- | --------------- | ---------------------------------------- | -------- | ----------- |
| 2015. december 20. | Nemzetközi Stadion, Jokohama | bronzmérkőzés   | Sanfrecce Hiroshima–Kuangcsou Evergrande | 2 – 1    | 47 968      |